# St. Sixtus (Moorenweis)

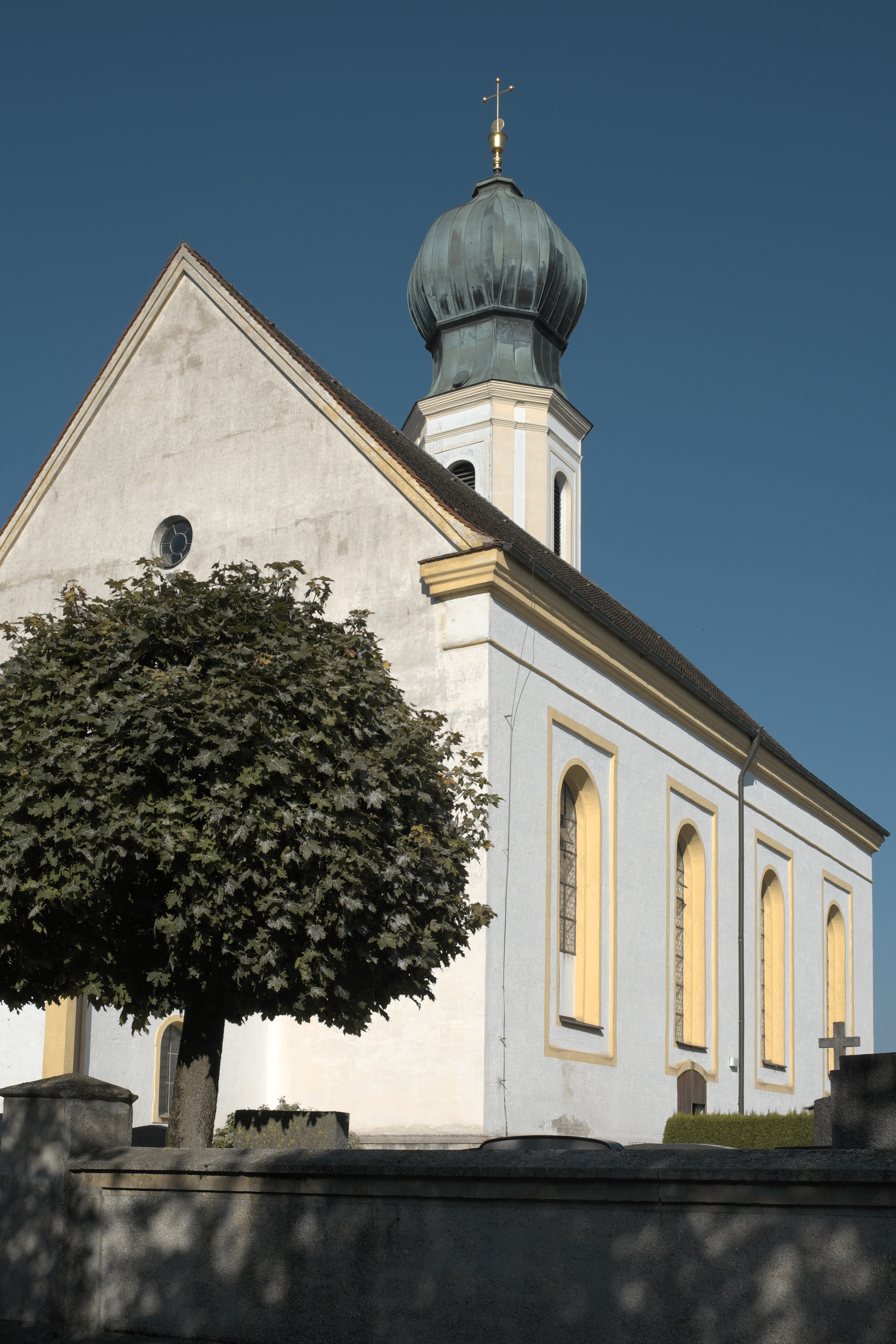
Pfarrkirche St. Sixtus

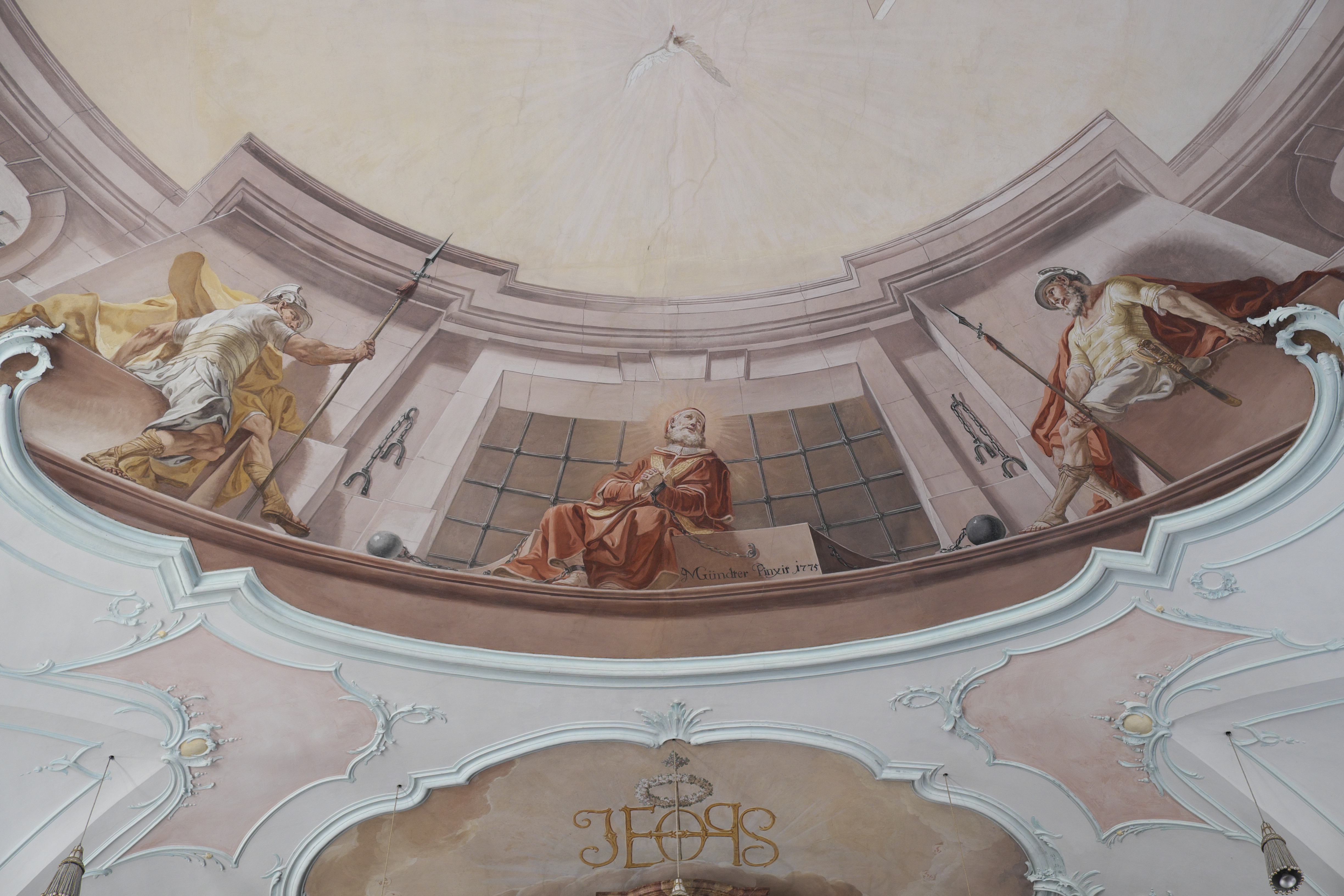
Deckenfresko im Langhaus mit der Signatur von Matthäus Günther

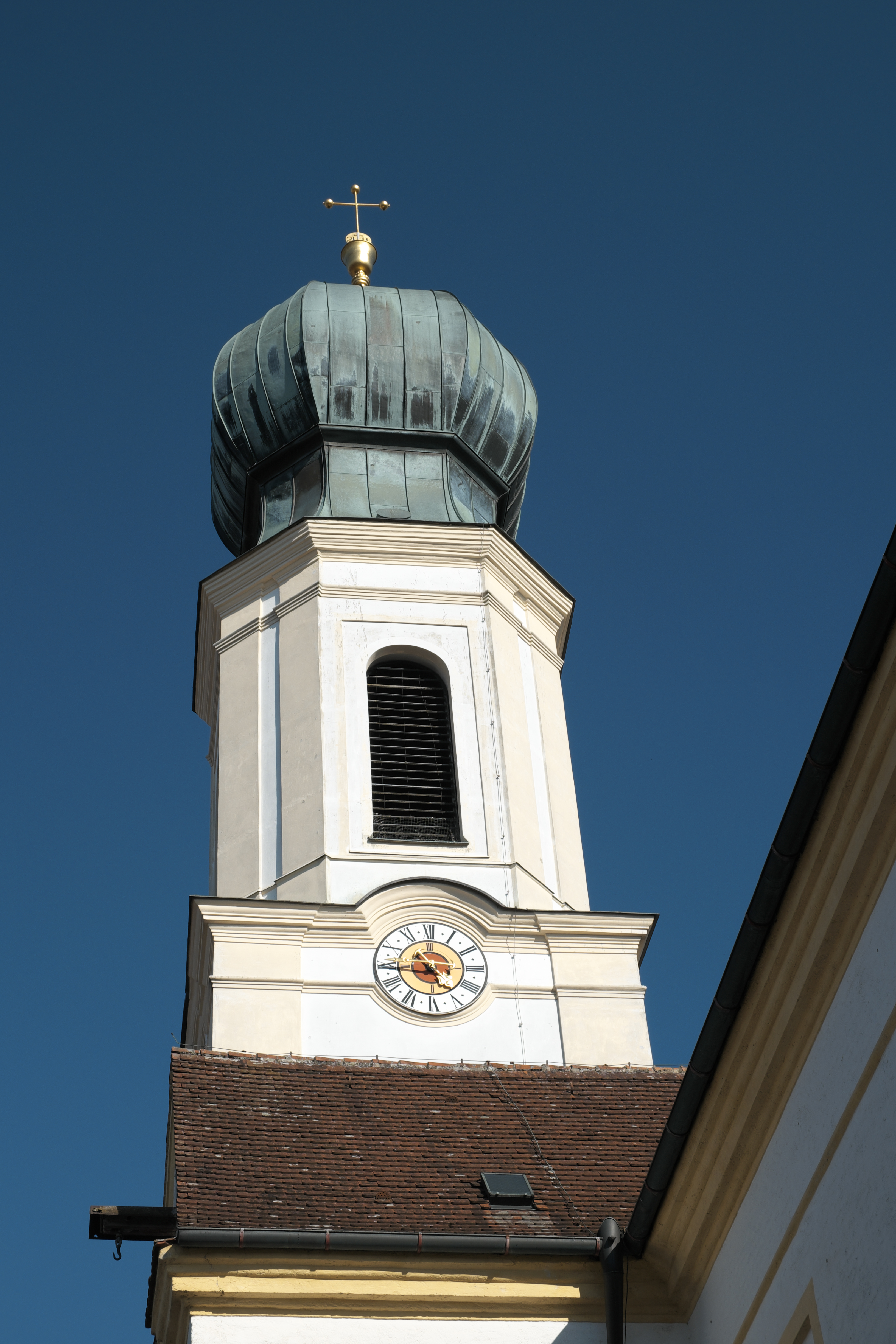
Zwiebelturm

Die katholische Pfarrkirche St. Sixtus in Moorenweis, einer Gemeinde im Landkreis Fürstenfeldbruck im  Regierungsbezirk Oberbayern, wurde zu Beginn des 18. Jahrhunderts im Stil des Barock errichtet. Die Deckenfresken wurden von Matthäus Günther geschaffen. Die Kirche ist dem Papst Sixtus II. geweiht, der im 3. Jahrhundert als Märtyrer starb und als Heiliger verehrt wird.

## Geschichte
Die Ursprünge der Pfarrkirche von Moorenweis liegen im Dunkeln, da über die Kirche keine frühen schriftlichen Quellen vorliegen. Vermutlich gab es eine grundherrschaftliche Eigenkirche, die zwischen 1150 und 1160 zusammen mit dem dazugehörenden Landgut als Schenkung in den Besitz des Klosters Wessobrunn fiel. Im 14. Jahrhundert werden in Urkunden zwei Ortspfarrer genannt. Die erste schriftliche Erwähnung der Kirche stammt aus dem Jahr 1554. Ab dem Jahr 1603 sind sämtliche Pfarrer von Moorenweis belegt.
Die heutige Kirche wurde 1718 unter der Leitung des Wessobrunner Stiftsbaumeisters Joseph Schmuzer begonnen. Der Turm wurde 1727 errichtet. 1742 wurde die Kirche geweiht, die Innenausstattung war erst 1776 vollendet.

## Architektur

### Außenbau
Im nördlichen Chorwinkel steht der mit einer Zwiebelhaube gedeckte Glockenturm, dessen beide untere, quadratische Geschosse einen eingeschossigen oktogonalen Aufbau tragen. Der obere Teil des Turms wurde nach einem Brand im Jahr 1811 erneuert. Der Turm ist auf allen drei Stockwerken von hohen Rundbogenfenstern durchbrochen.

### Innenraum

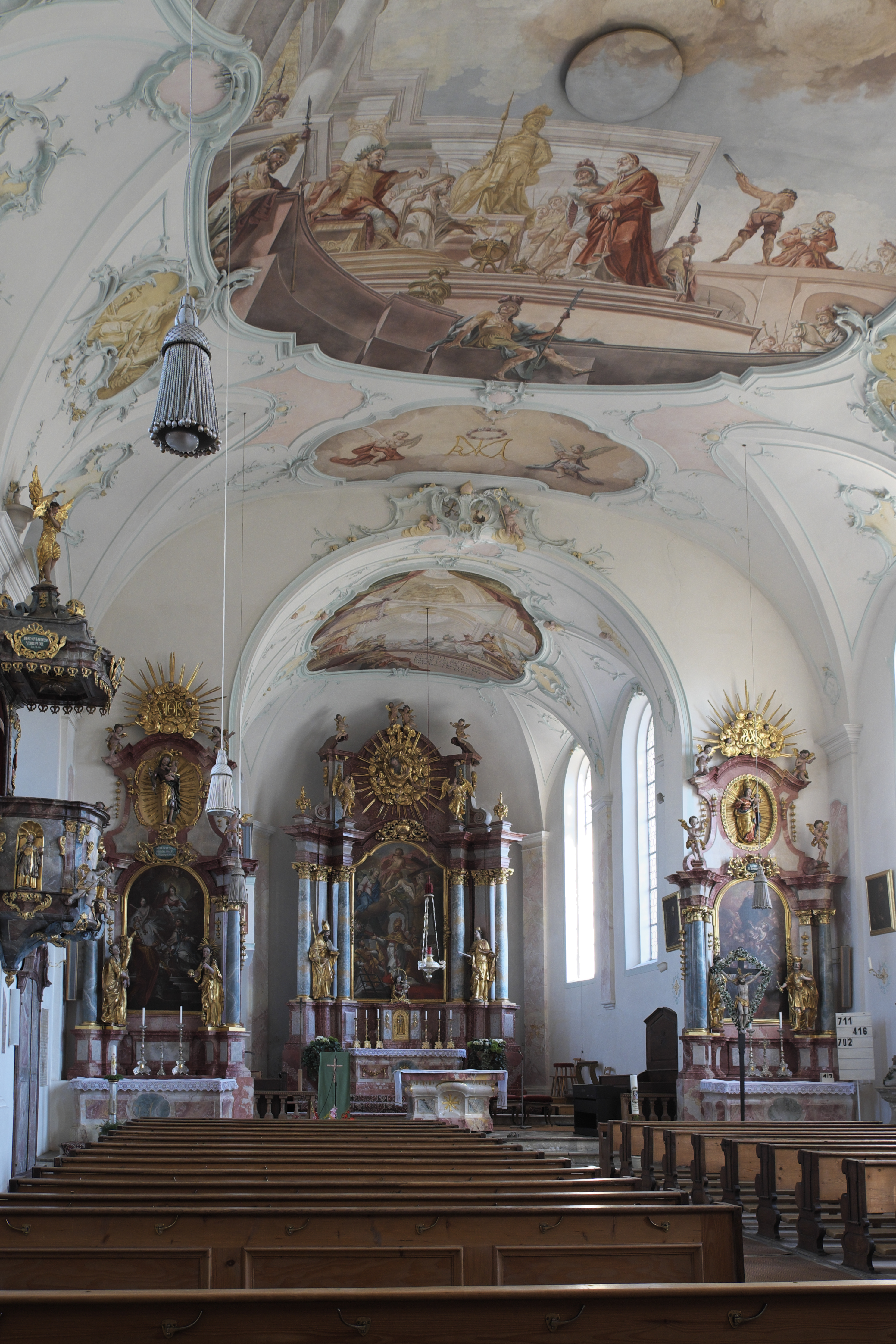
Innenansicht

Das einschiffige Langhaus ist in vier Joche gegliedert. Chor und Langhaus werden von Stichkappentonnen gedeckt, die im Chor auf einfachen und im Langhaus auf gekuppelten Pilastern mit toskanischen Kapitellen aufliegen. Der eingezogene Chor ist halbrund geschlossen. Im Westen ist eine doppelte Empore eingebaut, auf der oberen Empore ist die Orgel untergebracht.

## Stuck

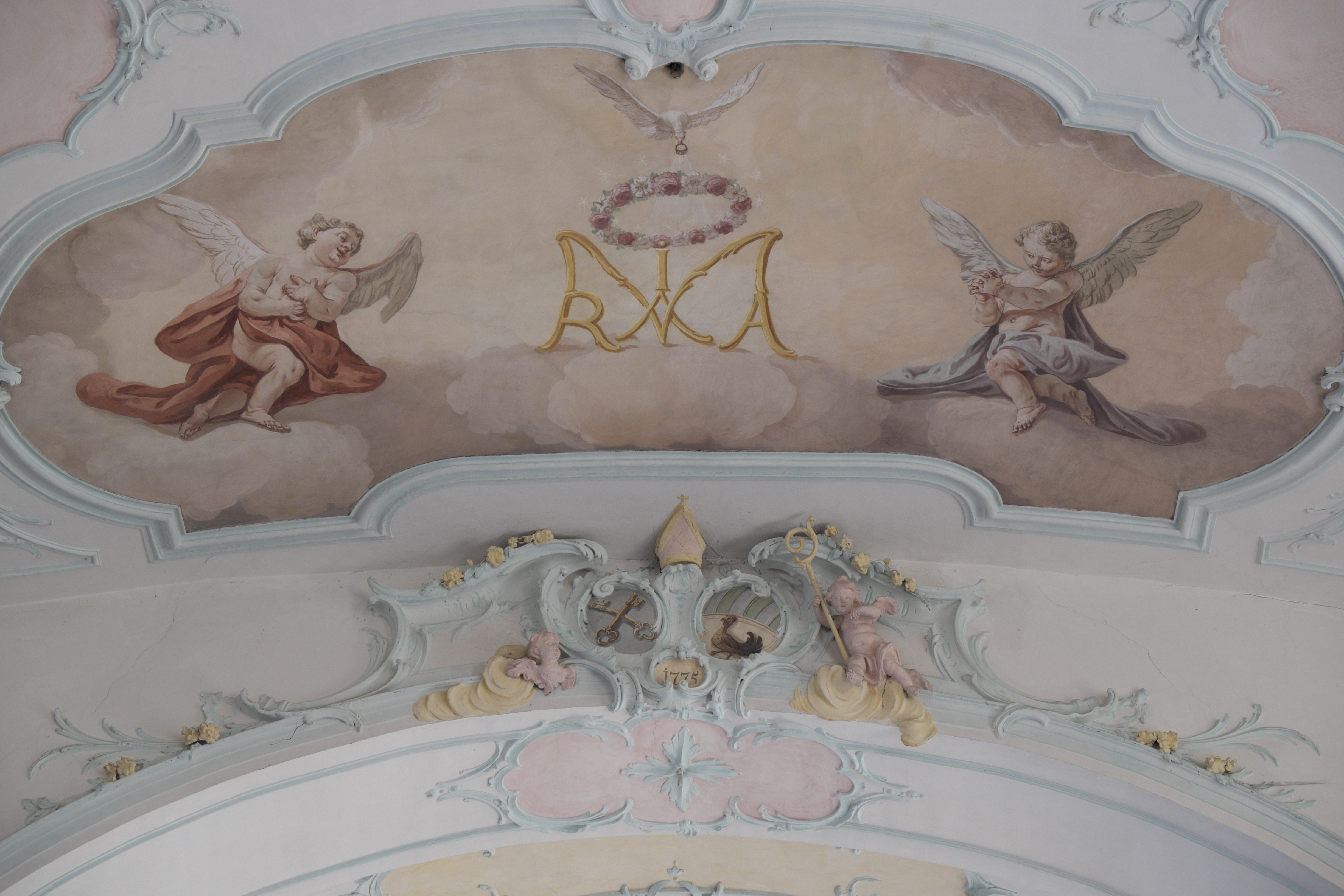
Marienmonogramm und Wappen des Abtes Engelbert Goggl

Die Stuckierung erfolgte in den Jahren 1775/76 durch Tassilo Zöpf. Die beiden Kartuschen am Chorbogen enthalten das Doppelwappen des Wessobrunner Abtes Engelbert Goggl (im Amt 1770 bis 1781), die Petrusschlüssel und einen Hahn als Anspielung auf seinen Namen. Oben ist eine Mitra dargestellt, seitlich auf Wolken ein Engelskopf und ein Putto mit dem Abtsstab. Unter den beiden Wappen ist die Jahreszahl 1775 zu lesen.
Über dem Marienmonogramm an der Decke schwebt eine Taube mit einem Ring im Schnabel. Der Kranz aus Lilien und Rosen verweist auf das Wessobrunner Gnadenbild Maria, Mutter der schönen Liebe.

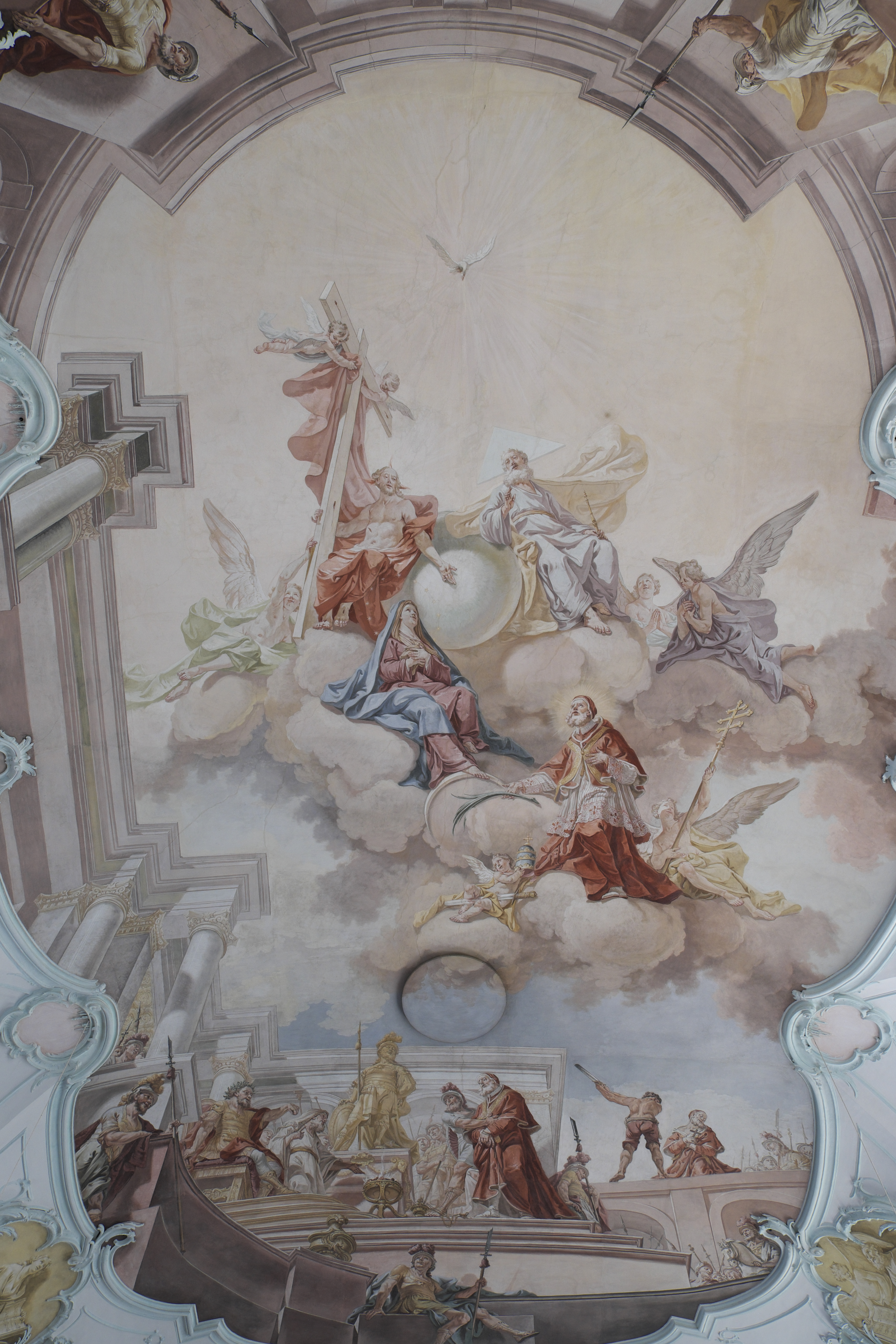
Deckenfresko im Langhaus

## Deckenfresken

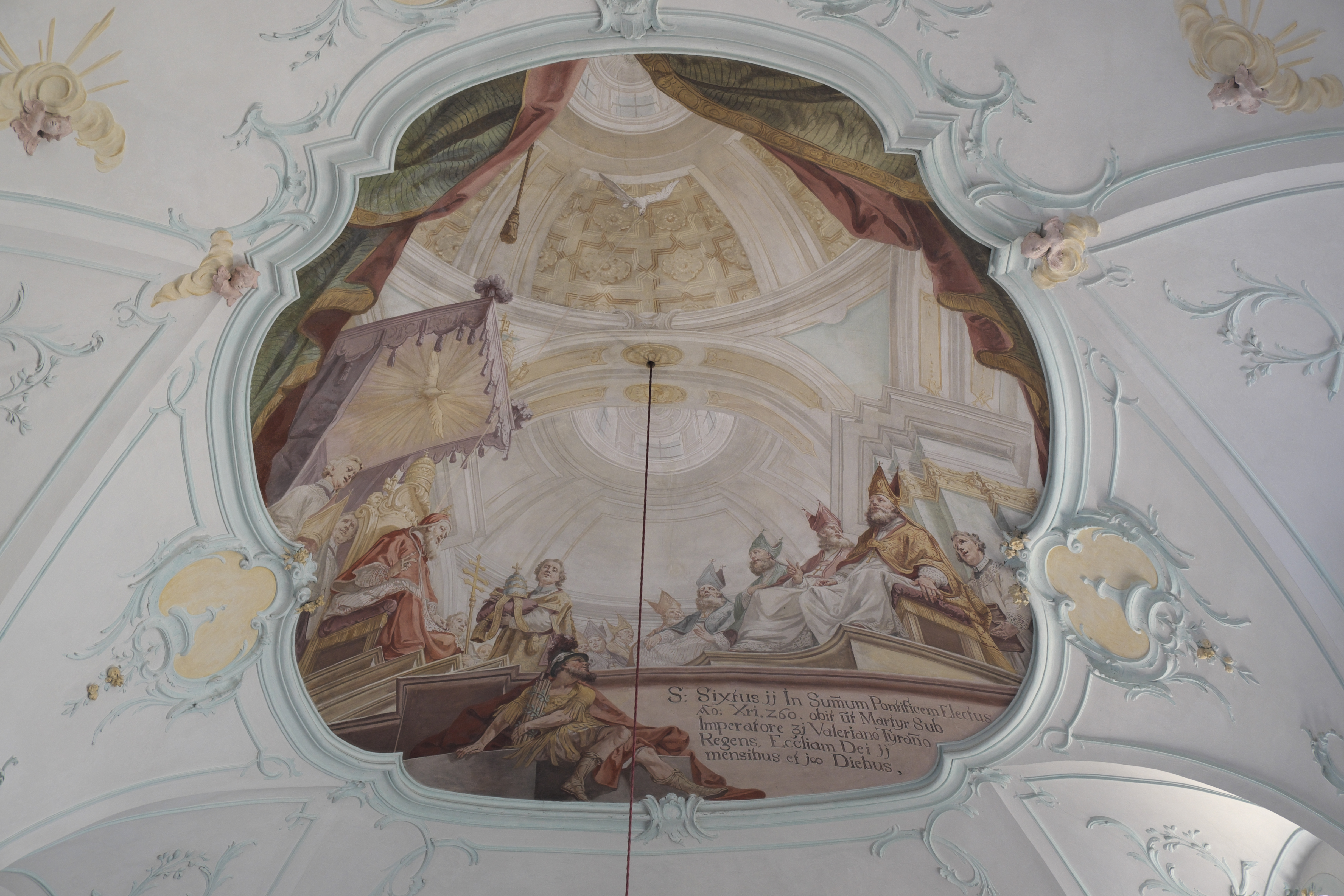
Deckenfresko im Chor

Das Fresko im Chor stellt die Wahl des heiligen Sixtus zum Papst dar. Sixtus sitzt auf einem Thron unter einem Baldachin, ein Diener bringt die Tiara, die Papstkrone. Ein Lichtstrahl, der vom Heiligen Geist ausgeht, der in Gestalt einer Taube unter der gemalten Kuppel schwebt, streift das Haupt des Heiligen.
Das große Langhausfresko trägt die Signatur „MGündter Pinxit 1775“ (Matthäus Günther malte es 1775). Auf dem Fresko sind die Kerkerhaft, die Verurteilung durch Kaiser Valerian, die Hinrichtung und die Verherrlichung des Patrons der Moorenweiser Kirche dargestellt.
Das große Deckenbild wird von sechs kleineren Kartuschen in monochromer Malerei umgeben. Auf zwei Szenen in Rotbrauntönen wird die Verkündigung dargestellt, auf der Südseite der Erzengel Gabriel und auf der Nordseite Maria, die auf ihrem Betstuhl kniet. Auf den in Gelbtönen gehaltenen Bildern sind die Evangelisten mit ihren Symbolen zu erkennen, Matthäus mit dem geflügelten Menschen, Markus mit dem Löwen, Johannes mit dem Adler und Lukas, der die Madonna malt, mit dem Stier.

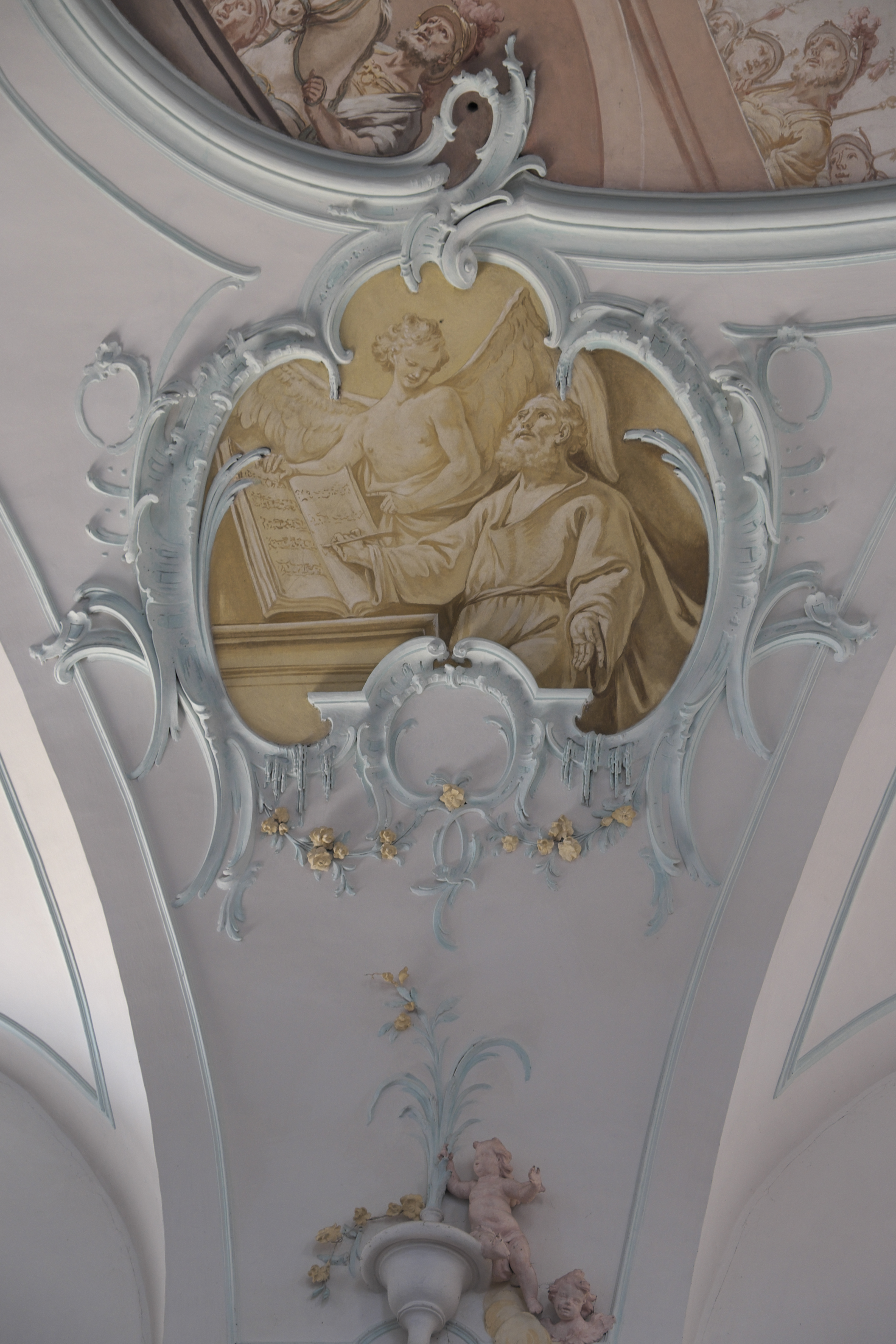
Evangelist Matthäus
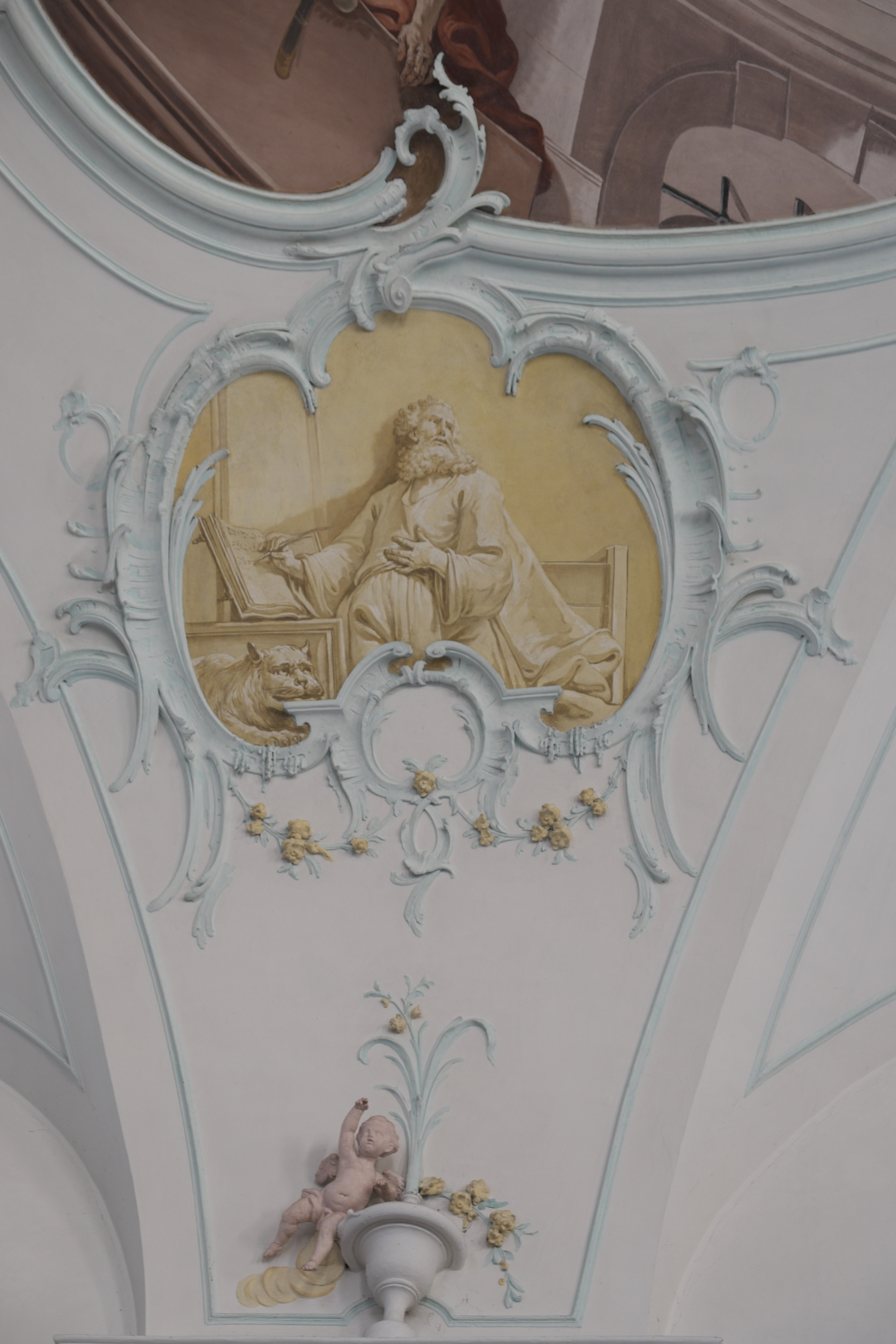
Evangelist Markus
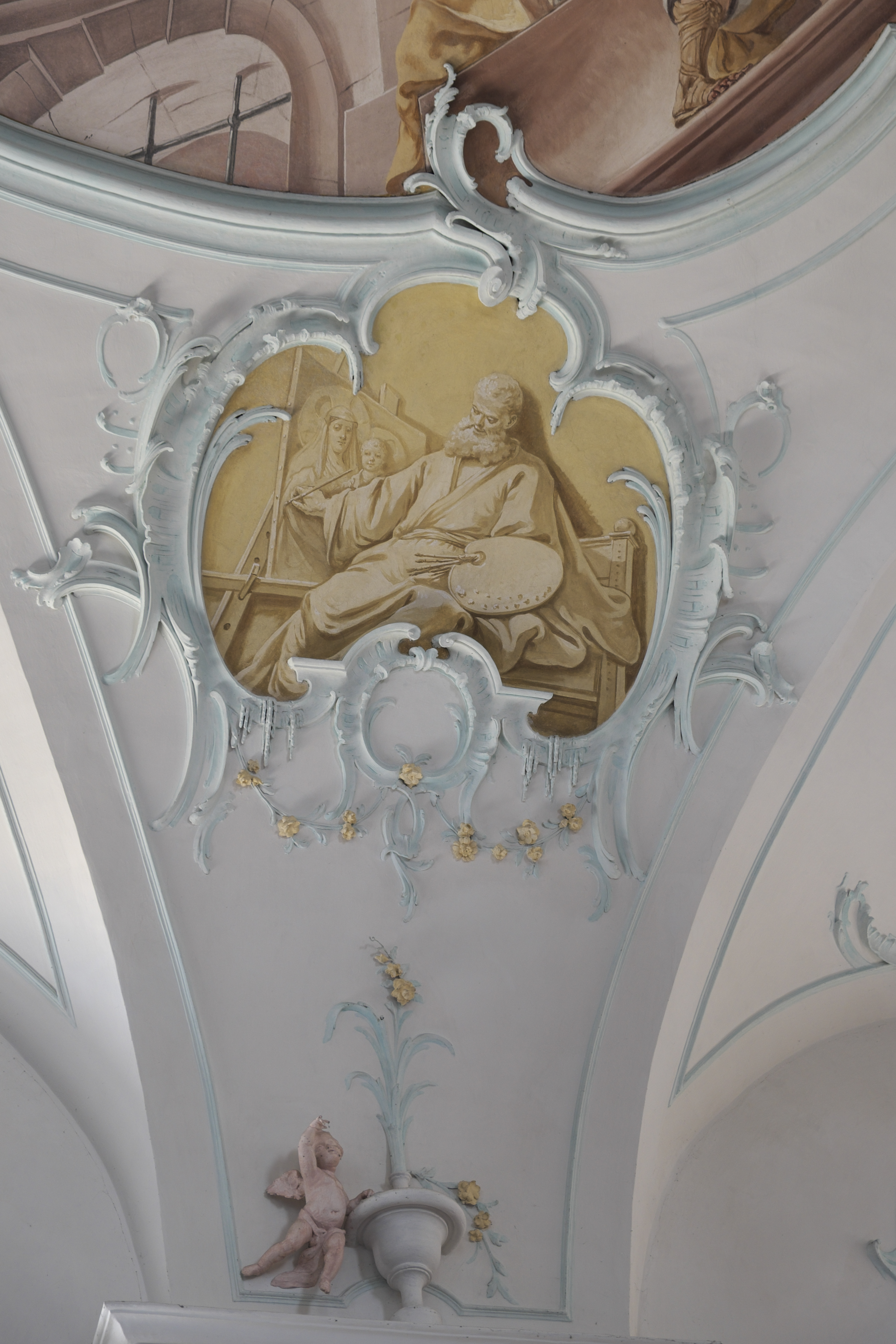
Evangelist Lukas
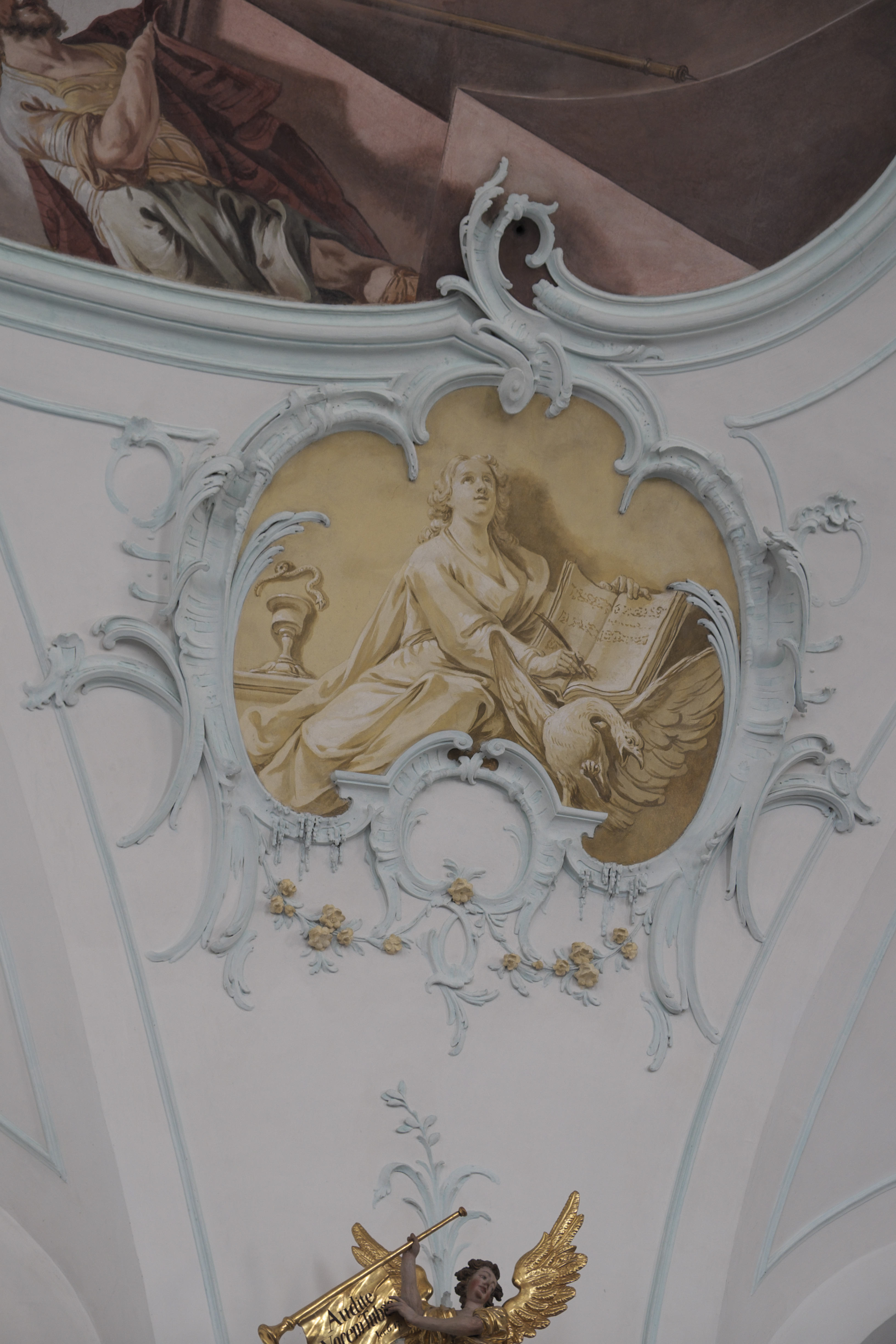
Evangelist Johannes

## Emporenbilder

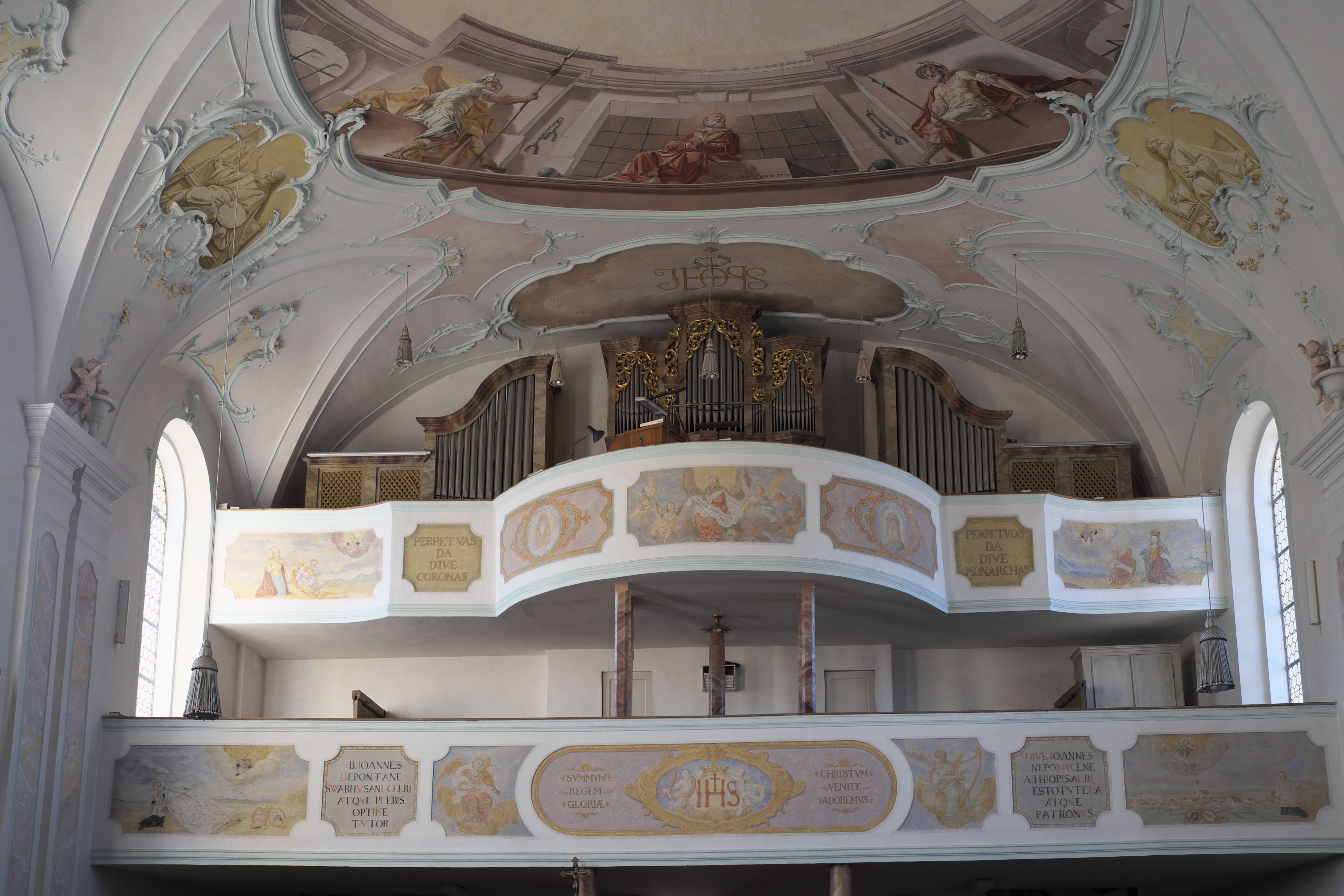
Doppelempore

Bei der Renovierung im Jahr 1947 wurden an der Empore Malereien und lateinische Inschriften, die die Monarchie preisen, wieder freigelegt. Sie werden ins Jahr 1730 datiert. An der oberen Empore ist links das bayerische Rautenwappen zu erkennen und rechts das Wappen Österreichs. Das Bild darunter an der unteren Empore stellt Moorenweis mit seiner neuen Kirche im Jahr 1730 dar.

## Ausstattung
- Die Altäre wurden zwischen 1721 und 1727 in Stuckmarmor von Franz Schmuzer geschaffen. Die Seitenfiguren des Hochaltars stellen links den heiligen Martin mit seinem Attribut, der Gans, und rechts die heilige Katharina dar. Die Halbfigur der Madonna mit Kind über dem Tabernakel wird dem Augsburger Bildschnitzer Gregor Erhart zugeschrieben und um 1495 datiert. Das Altarbild ist dem heiligen Sixtus gewidmet.
- Auf dem Altarblatt des linken Seitenaltars sind der heilige Ulrich und der heilige Johannes Nepomuk dargestellt. Das Chronogramm der Inschrift verweist auf die Jahreszahl 1778. Am Altar stehen die heilige Afra und Maria Magdalena. Ulrich und Afra sind die Patrone des Bistums Augsburg, zu dem die Kirche St. Sixtus gehört.
- Das Altarbild des rechten Seitenaltars ist mit der Jahreszahl 1726 bezeichnet und dem heiligen Leonhard, dem Schutzpatron des Viehes, geweiht. Die Seitenfiguren sind der heilige Rochus, der auf seine Pestbeulen zeigt, und eine mit Rüstung und Krone bekleidete Figur, die einen Pfeil in der Hand hält (vielleicht der Schutzpatron gegen die Pest Edmund von Ostanglien).
- Die Kanzel stammt wie die Altäre aus der Zeit zwischen 1721 und 1727. Die drei Engel am Kanzelkorb halten ein Kreuz, einen Anker und ein Herz, die Symbole der göttlichen Tugenden Glaube, Hoffnung und Liebe. Zwischen den Engeln stehen die Figuren der Heiligen Ignatius von Loyola, Johannes Nepomuk und Franz Xaver. Der Schalldeckel wird von einem Posaunenengel bekrönt.
- Im sogenannten Chörchen steht ein Renaissance-Altar, der vermutlich als Hochaltar der alten, 1718 abgebrochenen Pfarrkirche diente. Die Sitzfigur des heiligen Sixtus in seiner Mitte wird um 1670/80 datiert.
- Das Epitaph an der Nordseite des Langhauses aus dem Jahr 1608 erinnert an den Pfarrer Georg Bader, der kniend vor dem Kreuz dargestellt ist.

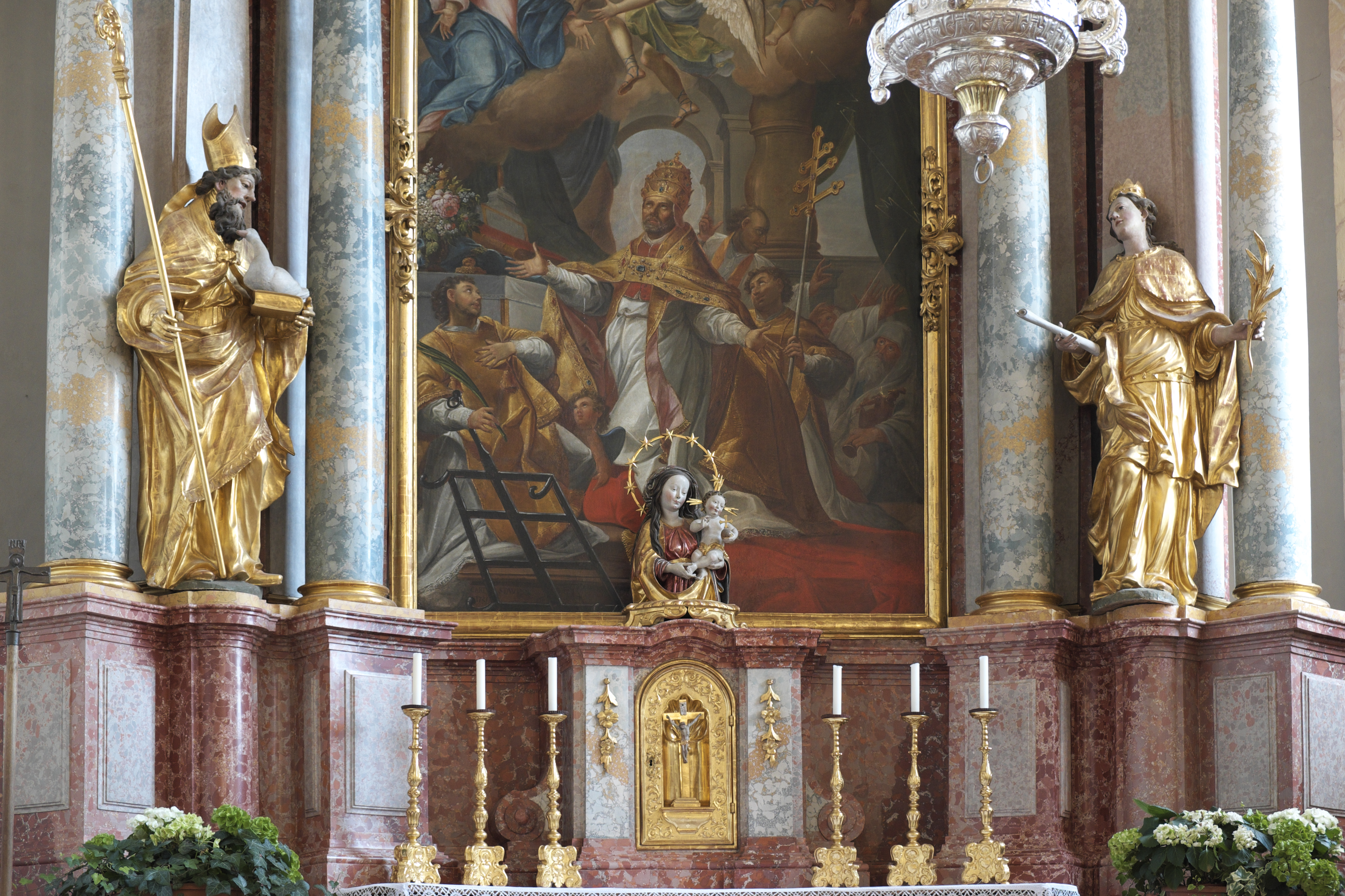
Figuren am Hauptaltar
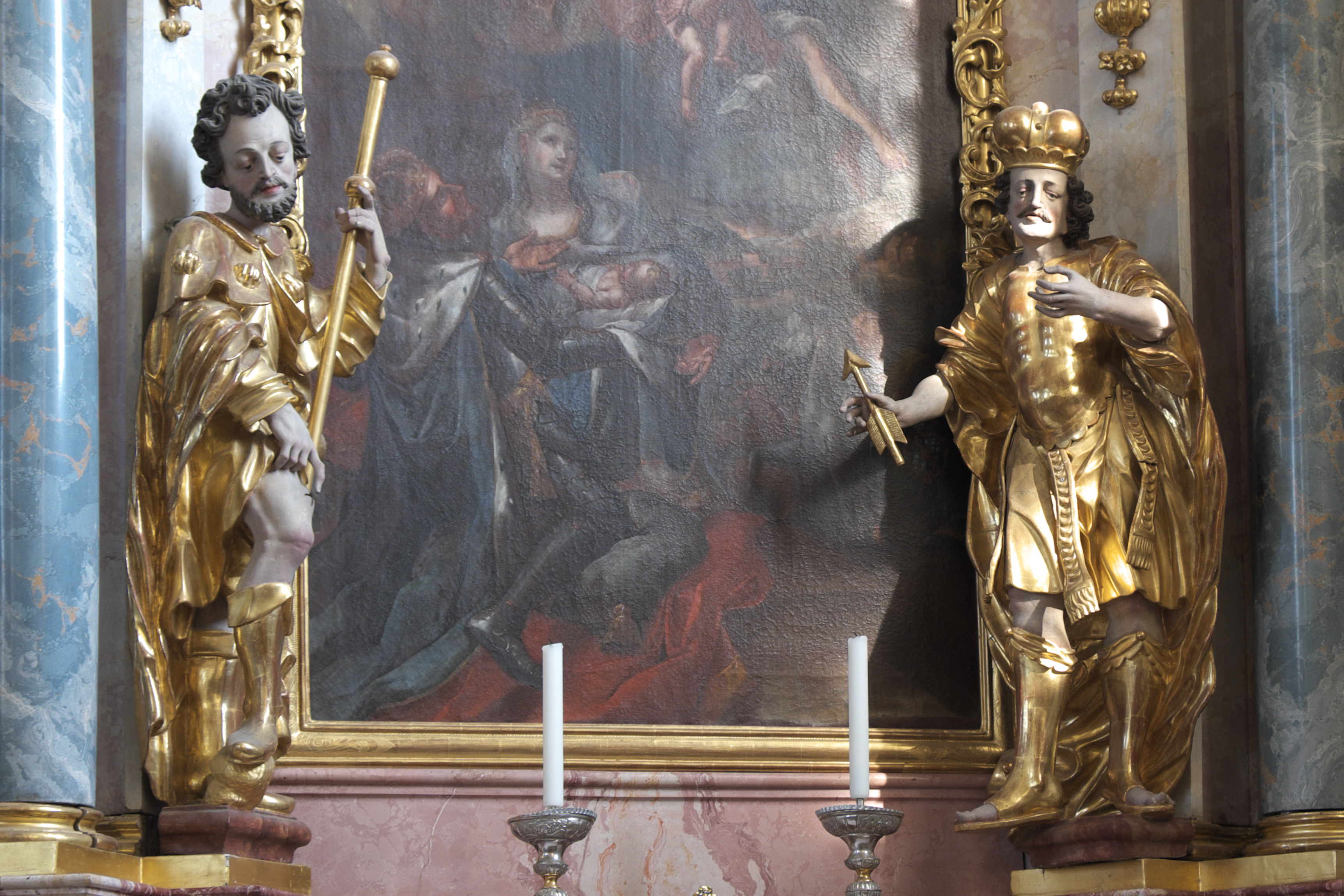
Figuren am Seitenaltar
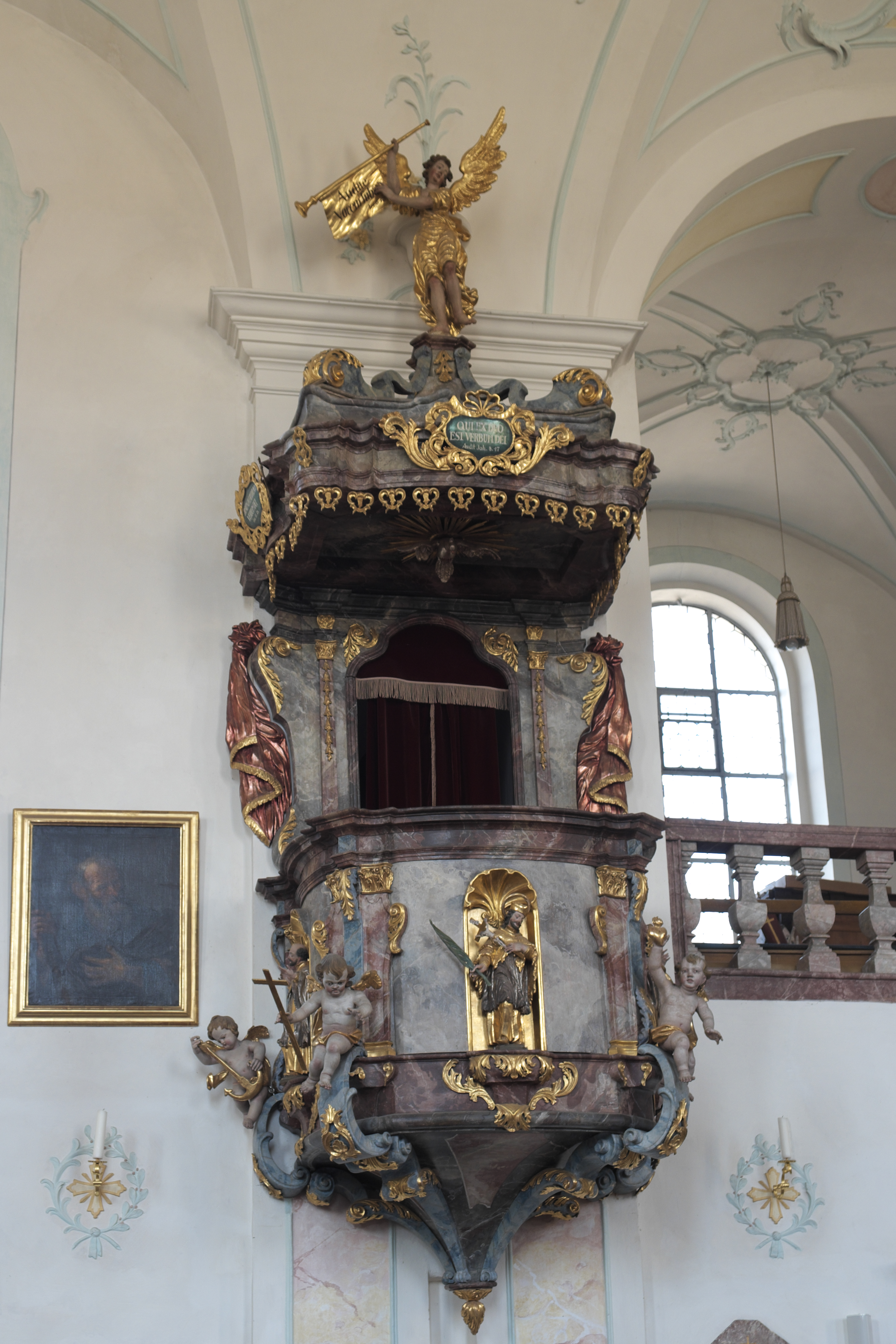
Kanzel
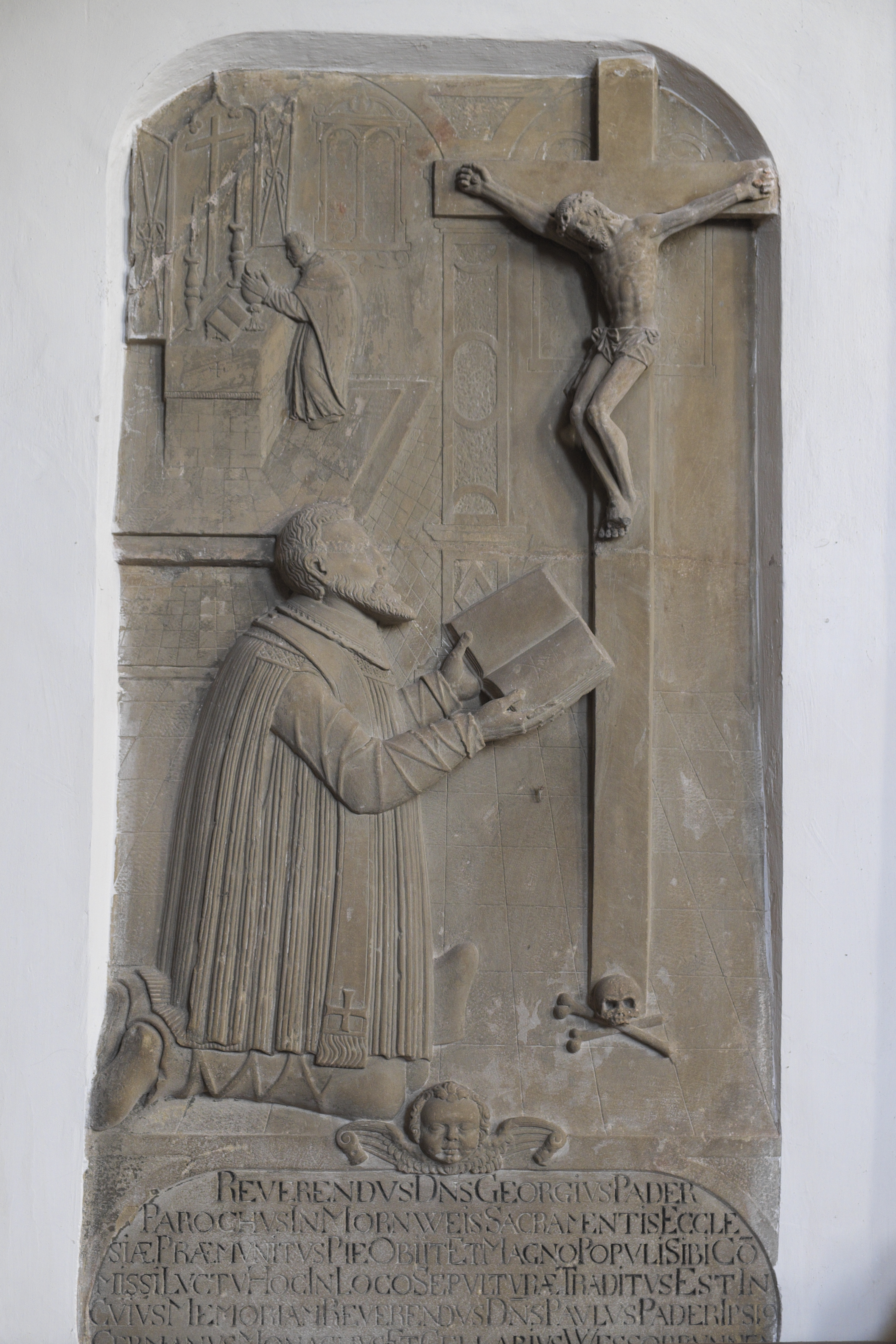
Epitaph

## Orgel

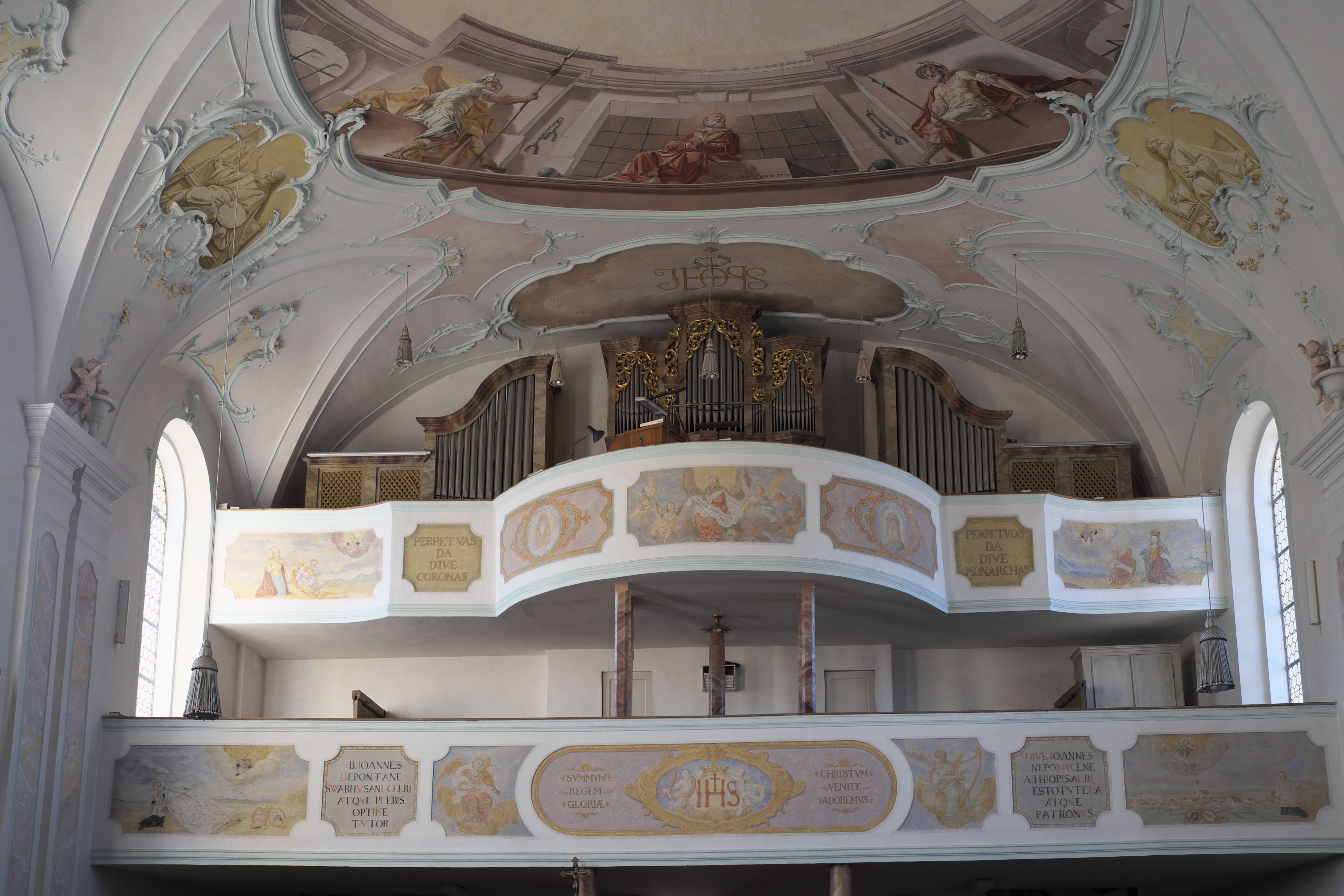
Historisches Orgelgehäuse mit seitlichen neuzeitlichen Anbauten

Die Orgel geht aus einem achtregistrigen Werk, eines unbekannten Erbauers aus dem Jahr 1730 hervor. Nach zahlreichen Umbauten wurde das Instrument 1963 über zusätzliche seitliche Anbauten auf 18 Register, zwei Manuale und Pedal durch die Firma Sandtner (Steinheim) stark erweitert. Es verfügt über Kegelladen, elektrische Spiel- und Registertrakturen und wird über einen freistehender Spieltisch zum Erklingen gebracht. Die Disposition lautet:
| I Hauptwerk C–g3 |             |       |
| 1.               | Quintadena  | 16′   |
| 2.               | Principal   | 8′    |
| 3.               | Koppelflöte | 8′    |
| 4.               | Octav       | 4′    |
| 5.               | Waldflöte   | 2′    |
| 6.               | Mixtur      | 1 ⁄3′ |

| II Seitenwerk C–g3 |              |      |
| 7.                 | Gedackt      | 8′   |
| 8.                 | Salicional   | 8′   |
| 9.                 | Principal    | 4′   |
| 10.                | Querflöte    | 4′   |
| 11.                | Gemshorn     | 2′   |
| 12.                | Terzian      |      |
| 13.                | Zimbel       | 1⁄2′ |
| 14.                | Rohrschalmei | 8′   |
|                    | Tremulant    |      |

| Pedal C–f1 |           |     |
| 15.        | Subbaß    | 16′ |
| 16.        | Octavbaß  | 8′  |
| 17.        | Flötenbaß | 4′  |
| 18.        | Principal | 2′  |

- Koppeln: II/I, I/P, II/P
- Spielhilfen: Tutti, eine freie Kombination, Crescendo